# Parafia Świętej Rodziny w Carteret
Parafia Świętej Rodziny w Carteret (ang. Holy Family Parish) – parafia rzymskokatolicka położona w Carteret w stanie New Jersey w Stanach Zjednoczonych.
Jest ona wieloetniczną parafią w diecezji Metuchen, z mszą św. w j. polskim dla polskich imigrantów.
Ustanowiona w 1907 roku i dedykowana Świętej Rodzinie.